# Contea di Cumberland (Maine)
La contea di Cumberland, in inglese Cumberland County, è una contea dello Stato del Maine, negli Stati Uniti. La popolazione al censimento del 2000 era di 265 612 abitanti. Il capoluogo di contea è Portland.

## Geografia fisica
La contea si trova nella parte sud-occidentale del Maine. L'U.S. Census Bureau certifica che l'estensione della contea è di 3 152 km², di cui 2 165 km² composti da terra e i rimanenti 987 km² composti di acqua.
La contea si affaccia sulla Casco Bay a sud-est. Il lago principale è il lago Sebago.

### Contee confinanti
- Contea di Androscoggin - nord
- Contea di Oxford - nord-ovest
- Contea di Sagadahoc - nord-est
- Contea di York - sud-ovest

## Storia
L'area di Brunswick (oggi sede del Bowdoin College) era abitata dai nativi Pejepscot. La contea fu creata nel 1760 e deve il suo nome a Guglielmo, duca di Cumberland. Portland, il capoluogo, divenne un importante porto a metà del 19º secolo.

## Comuni
| - Baldwin - Bridgton - Brunswick - Cape Elizabeth - Casco - Chebeague Island - Cumberland - Falmouth - Freeport - Frye Island - Gorham - Gray - Harpswell - Harrison | - Long Island - Naples - New Gloucester - North Yarmouth - Portland (capoluogo) - city - Pownal - Raymond - Scarborough - Sebago - South Portland - city - Standish - Westbrook - city - Windham - Yarmouth |